# Emmett Chappelle
Emmett W. Chappelle (Phoenix, 25 de outubro de 1925 - 14 de outubro de 2019) foi um bioquímico estadunidense.

## Biografia
Em 1924, Emmett Chappelle nasceu de seus pais, Viola Chappelle e Isom Chappelle, que cultivavam algodão e criavam gado em sua fazenda. Nascido em segregação, Chappelle era obrigado a frequentar a segregada Phoenix Union Colored High School, em Phoenix, AZ, onde ele era o principal graduado de sua classe sênior de 25 alunos. Após a formatura, em 1942, Emmett se alistou no exército, onde pôde fazer alguns cursos de engenharia antes de ser designado para a 92a infantaria que estava estacionada na Itália. Durante seu tempo no serviço, ele sofreu duas feridas não fatais em ação. Após seu retorno da Itália em 1946, ele começou a frequentar o Phoenix College, onde estudou engenharia elétrica e recebeu um diploma de A.A antes de redirecionar seu foco e carreira para as ciências.